# AviaBellanca Aircraft

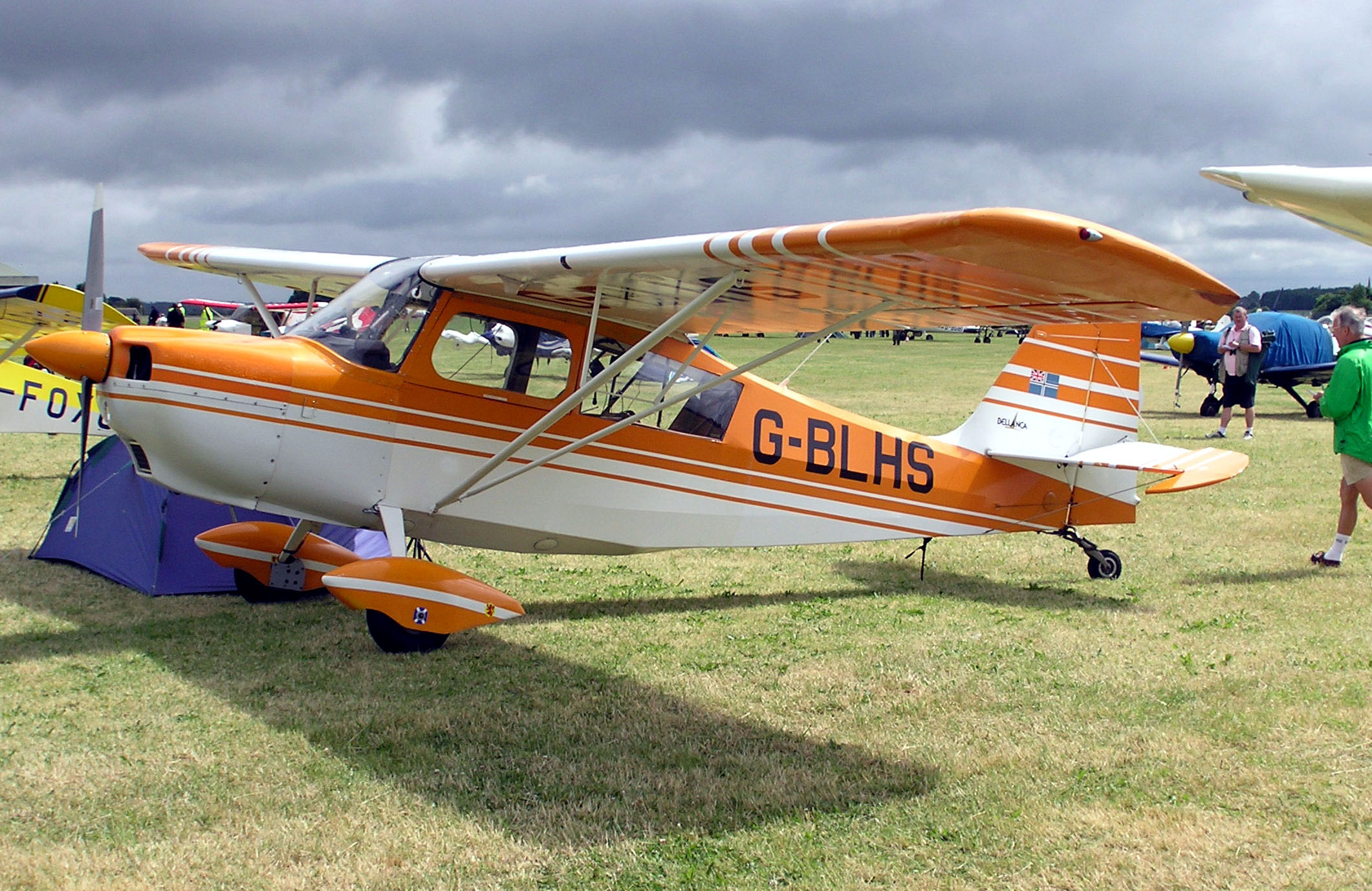
Bellanca Citabria 7ECA, fabricat el 1980

AviaBellanca Aircraft Corporation és una empresa americana que dissenya i fabrica aeronaus. Abans de 1983, era coneguda com a Bellanca Aircraft Company. L'empresa va ser fundada el 1927 per l'enginyer sicilià Giuseppe Mario Bellanca.

## Història
Després que Giuseppe Mario Bellanca, el dissenyador i constructor de la primera aeronau d'Itàlia, va anar als Estats Units el 1911, va començar a dissenyar aeronaus per algunes empreses com Maryland Pressed Steel Company, Wright Aeronautical Corporation i la Columbia Aircraft Corporation. Bellanca va fundar la seva pròpia empresa amb l'ajut financer de la família Dupont, Bellanca Aircraft Corporation of Amèrica, el 1927, primer situada a Richmond Hill, Nova York i traslladant-se el 1928 a New Castle (Wilmington), Delaware. En la dècada del 1920 i 1930, les aeronaus produïdes per Bellanca eren conegudes per la seva eficàcia i baix cost operatiu, obtenint fama pels rècord mundials de vols de llarga distància. La primera elecció de Lindbergh pel seu vol de Nova York París va ser un Bellanca WB-2. La insistència de l'empresa en seleccionar la tripulació va fer que Lindbergh es decantes per Ryan.
Bellanca va romandre com a president fins que va vendre l'empresa a L. Albert i Fills el 1954. Des d'aquell moment, la línia Bellanca va ser part d'una successió d'empreses que van mantenir el llinatge de l'aeronau original produïda per Bellanca.

## Llistat d'aeronaus
- 1926 Wright-Bellanca WB-2
- 1928 Bellanca CH-200 Pacemaker
- 1929 Bellanca CH-300 Pacemaker
- 1929 Bellanca TES (Bellanca TES Tàndem "Blue Streak", X/NR855E)
- 1930 Bellanca CH-400
- 1930 Bellanca Aircruiser, P, C-27 Aircruiser
- 1932 Bellanca SE
- 1934 Bellanca 28-70
- 1934 Bellanca 77-140
- 1935 Bellanca 31-40
- 1936 Bellanca XSOE
- 1937 Bellanca 28-90
- 1937 Bellanca 28-92
- 1937 Bellanca 14-7
- 1937 Bellanca 14-7 Cruisair
- 1937 Bellanca 17-20 - monoplà amb cinc places, no construït
- 1940 Bellanca YO-50
- 1945 Bellanca 14-13 Cruisair Sènior 
  - 1949 Bellanca Cruisemaster
- 1964 Campió americà Citabria
  - 1964 7ECA Citabria (per Champion Aircraft, previ a l'adquisició per Bellanca)
  - 1965 7GCAA Citabria (per Champion Aircraft, previ a l'adquisició per Bellanca)
  - 1965 7GCBC Citabria (per Champion Aircraft, previ a l'adquisició per Bellanca)
- 1967 Bellanca 17-30 Viking
- 1968 7KCAB Citabria (per Champion Aircraft, previ a l'adquisició per Bellanca)
- 1970 8KCAB Decathlon (per Champion Aircraft, previ a l'adquisició per Bellanca)
- 1971 7ACA Champ
- 1973 Bellanca T-250 Aries
- 1974 8GCBC Scout (per Champion Aircraft, previ a l'adquisició per Bellanca)
- 1975 Bellanca 19-25 Skyrocket II